# Ästhetische Bildung
Der Begriff ästhetische Bildung hat einen kulturphilosophischen Hintergrund in Friedrich Schillers Schrift Über die ästhetische Erziehung des Menschen (1795). Der Begriff „ästhetische Bildung“ bezeichnet einen Ansatz der Erziehungswissenschaften und der sozialen Arbeit mit ästhetischen Medien, bei dem sinnliche Erfahrungen Ausgangspunkt von Bildung und Entwicklung des Menschen sind. Damit sind nicht nur Erfahrungen gemeint, die an künstlerischen Werken gemacht werden können: Im Sinne der Herkunft des Wortes Ästhetik aus dem Griechischen (gr. aísthesis: sinnliche Wahrnehmung) zielt die ästhetische Bildung auf die Bildung der reflexiven Wahrnehmungs- und Empfindungsfähigkeit in allen Lebensbereichen. Ästhetische Bildung versteht Bildung nicht in erster Linie als Wissensaneignung, bei der das Denken der Wahrnehmung übergeordnet ist, sondern als Ergebnis sinnlicher Erfahrungen, die selber eine Quelle von Wissen und Erkenntnis sein können.

## Beschreibung
Die Idee von der ästhetischen Bildung des Menschen geht auf Friedrich Schiller zurück, der sie 1795 in seinem Werk Über die ästhetische Erziehung des Menschen einführte. Er war der Auffassung, dass sich der Mensch im ästhetischen und spielerischen Handeln verwirklicht. So heißt es bei ihm: „[…] der Mensch spielt nur, wo er in voller Bedeutung des Wortes Mensch ist, und er ist nur da ganz Mensch, wo er spielt […]“.
Im 20. Jahrhundert findet diese Idee eine Verwirklichung in der Reformpädagogik und schließlich dem Bauhaus in Konzepten zur kulturellen Förderung und Bildung des Menschen. In Hinblick auf eine neue Pädagogik legt John Dewey als einer der ersten dar, dass es sich beim Lernen um einen aktiven Prozess handelt und dass Denken eine Methode der bildenden Erfahrung ist. Die interaktive Anwendung von ästhetischen Medien eröffnet neue Möglichkeiten die Welt wahrzunehmen und mit ihr in Beziehung zu treten. In Montessorischulen und Waldorfschulen bilden solche Erkenntnisse seit Jahrzehnten die Grundlage der Pädagogik. Ästhetische Bildung steht dabei einem auf reine Wissensvermittlung ausgerichteten Bildungsangebot gegenüber.
Die ästhetische Bildung gründet auf der Überzeugung, dass sich der Mensch in der kreativen Auseinandersetzung mit der Umwelt entwickelt. Dabei kann sie sich auf die Theoriebildung in der Psychologie und Entwicklungspsychologie stützen. Bildungsangebote zur musikalischen und ästhetischen Früherziehung haben hier ihre Grundlage.

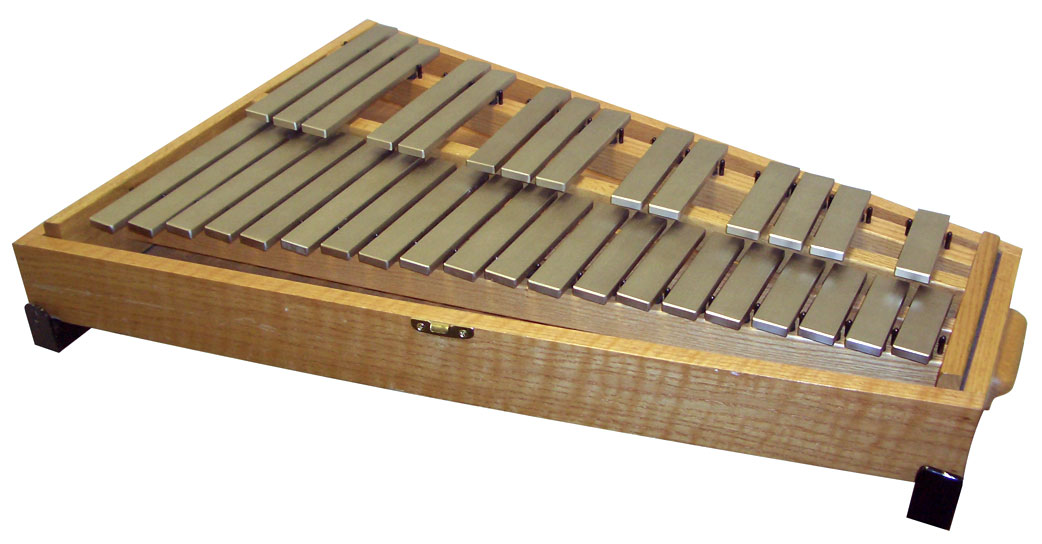
Glockenspiel

Der musikalischen Früherziehung widmet sich das Orff-Schulwerk, das auf der Überzeugung beruht,

„dass Musizieren und Tanzen elementare Ausdrucksformen des ganzen Menschen, all seiner körperlichen, seelischen und geistigen Kräfte sind, dass Sprache, Tanz und Musik für das Kind ein noch nicht differenziertes Handlungsfeld ist, dass zum Singen von Anfang an auch das Spielen auf Instrumenten kommt und dass zum Wiedergeben von gehörter oder notierter Musik oder zum Tanzen tradierter Formen auch das Selbsterfinden und -gestalten gehört.“

Neben der Entwicklungsförderung von Kindern eröffnet die ästhetische Arbeit aber auch Menschen mit einer kognitiven Behinderung oder in sozialen Brennpunkten Möglichkeiten der sozialen Integration.
Konzepte der ästhetischen Bildung sind verwandt mit pädagogischen und kulturanthropologischen Konzepten künstlerischer Therapien und der Kunsttherapie.
Außerdem ist die ästhetische Bildung auch für die Legitimationsdebatte von Sportunterricht eine wesentliche Säule.

## Ästhetische Bildung in der Praxis

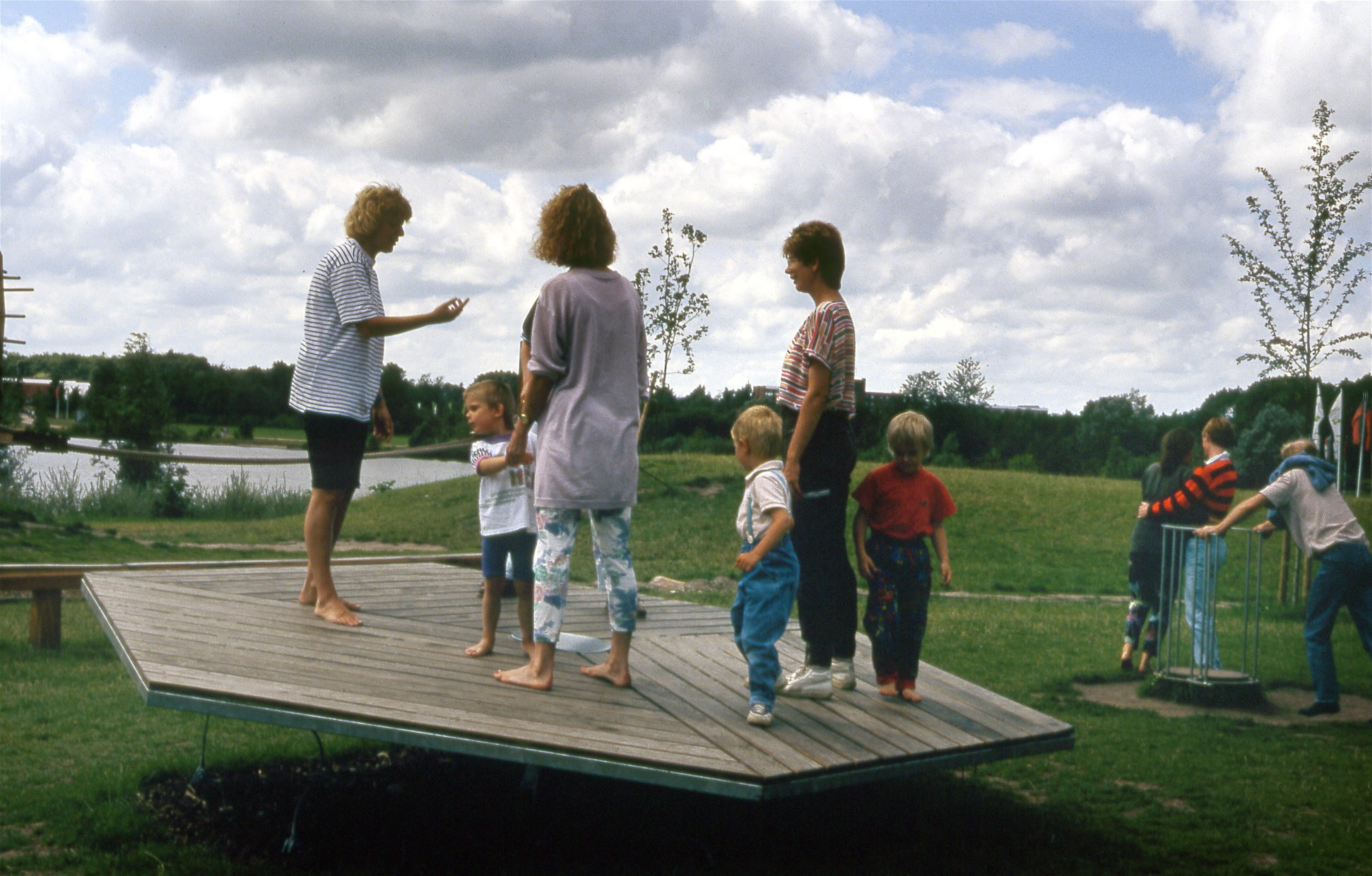
Balancierscheibe im Erfahrungsfeld der Sinne

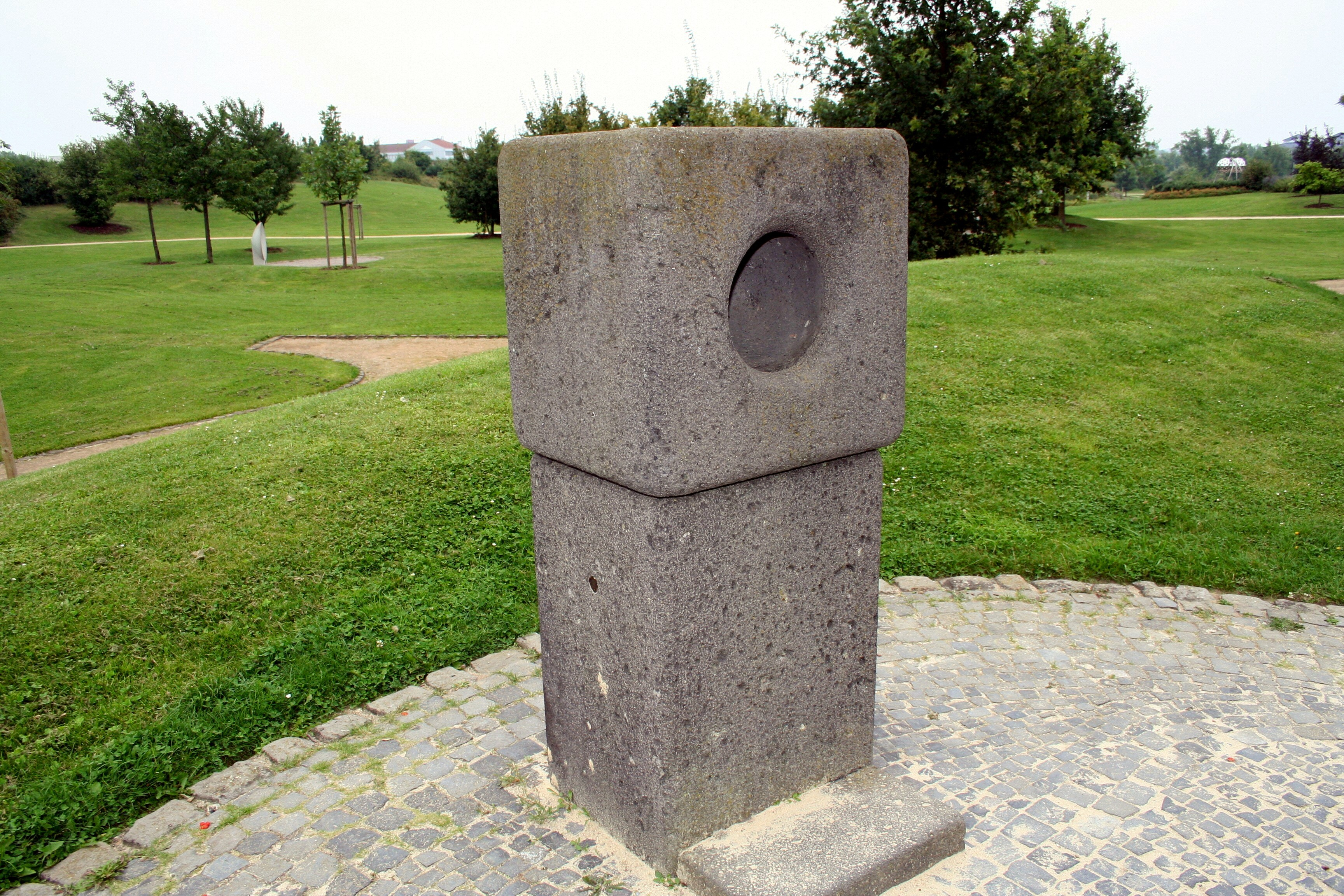
Summstein im Erfahrungsfeld der Sinne

Es gibt zahlreiche Möglichkeiten ästhetischen Gestaltens in der pädagogischen Praxis: bildnerisches Gestalten, Musizieren, plastisches Gestalten, Werken, Theater spielen, Spielen im Sinne von Playing Arts oder die Arbeit mit neuen Medien. Neben reformpädagogischen Einrichtungen z. B. der Waldorf- oder Montessoripädagogik gibt es verschiedene öffentliche Initiativen und Projekte mit entsprechenden Angeboten:
- Ein Beispiel für ästhetische Bildung ist das von Hugo Kükelhaus (1900–1984) konzipierte Erfahrungsfeld zur Entfaltung der Sinne, das inzwischen an verschiedenen Standorten in Deutschland wie z. B. in Wiesbaden (Schloss Freudenberg) und Hannover (Park der Sinne, Laatzen) realisiert ist und die Möglichkeit für umfassende, sinnlich-ästhetische Erfahrungen bietet.

- „Rhythm Is It!“ ist ein Projekt, in dem Kinder verschiedener Nationalitäten und aus unterschiedlichen sozialen Bereichen ein künstlerisches Tanzprojekt[10] verwirklichten. In dem gleichnamigen Dokumentarfilm aus dem Jahr 2004 von Thomas Grube und Enrique Sánchez Lansch wird gezeigt, wie die Berliner Philharmoniker und ihr Chefdirigent Sir Simon Rattle mit 250 Kindern und Jugendlichen aus 25 Nationen unter Anleitung des Choreographen und Tanzpädagogen Royston Maldoom das Ballett Le sacre du printemps von Igor Stravinsky einstudierten und zur Aufführung brachten.

- Das MUS-E Programm ist ein internationales künstlerisch-soziales Bildungsprogramm, das Kinder und Jugendliche in sozialen und interkulturellen Lernfeldern unterstützt mit dem Ziel, diese durch ästhetische Bildung nachhaltig in ihrer Persönlichkeit, Kreativität und sozialen Kompetenz zu fördern. In einem wertungsfreien Erlebnisraum innerhalb der Schule werden die eigenen Stärken sowie gegenseitige Toleranz erfahren und die Künste verschiedenster Sparten als Ausdrucksform der eigenen Gefühle entdeckt. MUS-E entfaltet seine Wirkung insbesondere in Schulen und Einrichtungen, die vorwiegend von Kindern und Jugendlichen mit Migrationshintergrund besucht werden, und trägt somit über die ästhetische Bildung zur sozialen und kulturellen Integration sowie zur Prävention gegen Gewalt und Rassismus bei. Aufgrund der Initiative der International Yehudi Menuhin Foundation, Brüssel (IYMF) wurde 1993 das MUS-E Programm begründet. In Deutschland hat seit 2013 der Verein MUS-E Deutschland e. V. das Recht, dieses Programm landesweit zu verbreiten.[11] Darüber hinaus ist MUS-E nicht nur europaweit, sondern auch in Israel und Brasilien mit jeweils nationalen Strukturen aktiv. In seiner internationalen Vernetzung ist es in seiner Art einzigartig, da der Erfahrungsaustausch zum Beispiel auf der Ebene von Erasmus+ Projekten ermöglicht wird. Die nationalen MUS-E Verantwortlichen treffen sich regelmäßig  im Rahmen des International MUS-E Council.[12]